# Seeschlacht von Naulochoi
Massilia – Ilerda – Utica – Bagradas – Dyrrhachium – Pharsalos – Nil – Ruspina – Thapsus – Munda
In der Seeschlacht bei Naulochoi (auch Naulochos oder Naulochus), die am 3. September 36 v. Chr. in der Endphase der römischen Bürgerkriege vor der Nordostspitze Siziliens ausgetragen wurde, vernichtete die Flotte von Caesars Großneffen und Adoptivsohn Octavian unter der Führung des Marcus Vipsanius Agrippa die des Sextus Pompeius.

## Bedeutung

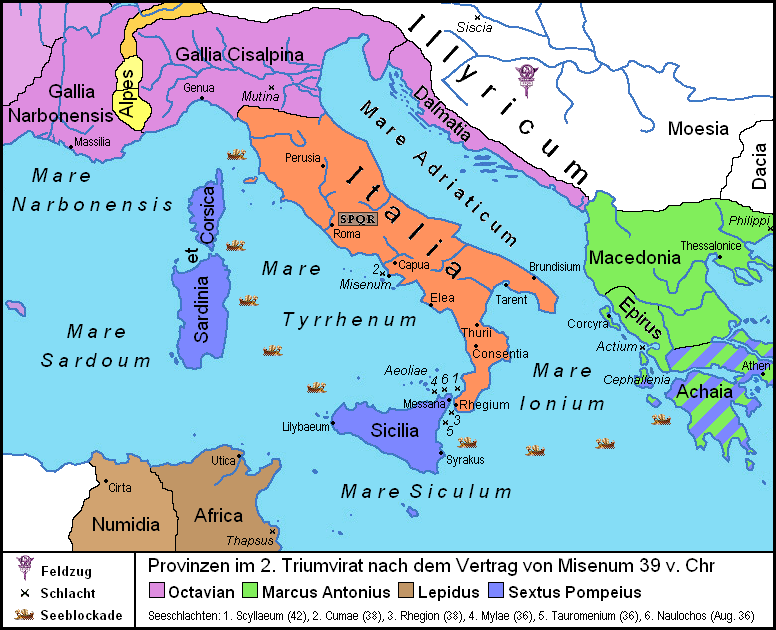
Situation 39 v. Chr.
Senat
Octavian
Marcus Antonius
Lepidus
Sextus Pompeius

Sextus Pompeius, der Sohn des Gnaeus Pompeius Magnus, war der letzte militärisch bedeutsame Gegner des Zweiten Triumvirats, das Octavian, Marcus Antonius und Marcus Aemilius Lepidus nach der Ermordung Gaius Iulius Caesars gebildet hatten. Er kontrollierte Sizilien und blockierte mit seiner Flotte die Kornzufuhr von dort nach Rom. Im Sommer 39 v. Chr. kam es im Vertrag von Misenum vorübergehend zu einer Einigung zwischen den Triumvirn und Pompeius. Dieser hielt jedoch an seiner Blockadepolitik fest. Octavians Feldherr Agrippa ging daher gegen ihn vor und besiegte ihn nach einigen Rückschlägen schließlich zunächst vor Mylae und anschließend bei Naulochoi. Dieser Sieg stärkte das politische Gewicht Octavians innerhalb des Triumvirats. Kurz darauf gelang es ihm, Lepidus politisch auszuschalten, so dass nur noch er und Antonius als Rivalen um die Alleinherrschaft in Rom übrig blieben.

## Schlachtort
Die Schlacht fand vor der Nordküste Siziliens bei einem Naulochoi (oder Naulochus) genannten Ankerplatz westlich der Straße von Messina statt. Aufgrund von Münzfunden wird Naulochoi östlich des heutigen Spadafora San Martino vermutet.